# Wilhelminalaan 8-10
De dubbele villa Wilhelminalaan 8-10 is een gemeentelijk monument in de gemeente Soest in de provincie Utrecht.
De stadse villa werd in 1911-1912 gebouwd naar een ontwerp van de Soester architect G. Sukkel jr. die ook de bouwer was van de panden ernaast, Wilhelminalaan 2, Wilhelminalaan 4 en Wilhelminalaan 6. In 1960 werd het rechter gedeelte met een verdieping verhoogd. De beide zadeldaken staan haaks op elkaar en hebben aan de voorzijde een wolfskap.
huisnummer 8
Wilhelminalaan 8 is witgepleisterd. De deur bevindt zich in de rechtergevel.
huisnummer 10
Wilhelminalaan 10 heeft een asymmetrische voorgevel. Boven de openslaande deuren bevindt zich een balkon met pijlers, bogen en een balustrade.
Voor de bovenlichten is glas-in-lood gebruikt. Aan de linkerzijde is een serre gebouwd. De verdieping is witgepleisterd.